# Hermann Cuno
Hermann Cuno (* 16. Januar 1831 in Naugard, Pommern; † 24. Juli 1896 in Pfaffendorf bei Koblenz) war ein deutscher Architekt und preußischer Baubeamter.

## Leben und Beruf

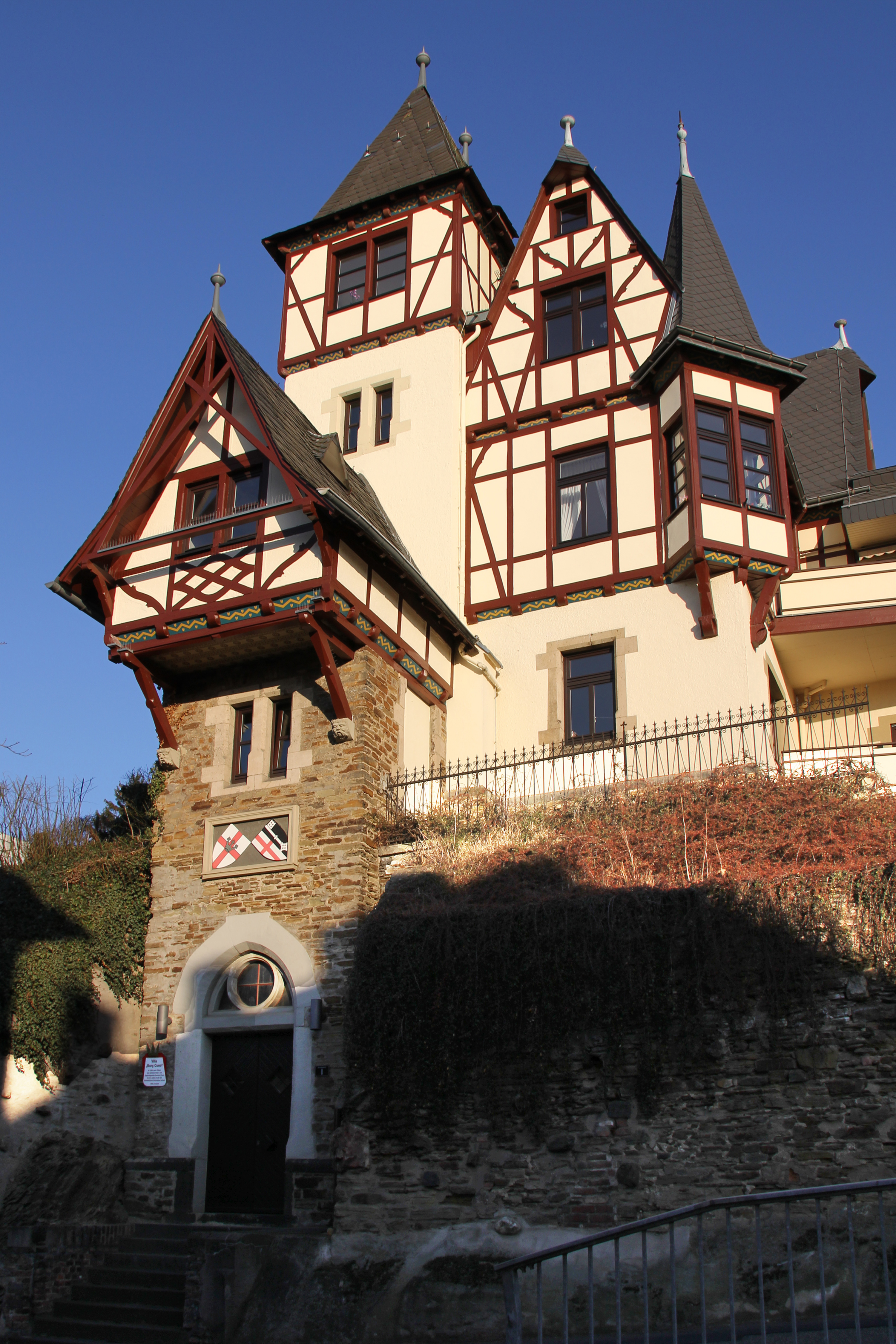
Haus Cuno in Koblenz-Pfaffendorf

Cuno war ein Sohn des Pfarrers Theodor Friedrich Cuno (* ca. 1788; † 12. August 1856). Eine Verwandtschaft mit den Architekten Carl Cuno (1823–1909) und Hellmuth Cuno (1867–1951) aus der Halberstädter Linie der Familie Cuno konnte bisher nicht nachgewiesen werden.
Cuno studierte von 1849 bis 1853 an der Berliner Bauakademie. Ab 1853 arbeitete er als Bauführer bei Ludwig Ferdinand Hesse, u. a. an der Neuen Orangerie in Sanssouci. Im Jahr 1860 legte Cuno seine Baumeisterprüfung (entsprechend dem späteren 2. Staatsexamen) ab. Von 1861 bis 1864 war bei der Königlichen Direktion der Ostbahn in Bromberg angestellt, im Anschluss dann bei der Kommission zum Bau der Schlesischen Gebirgsbahn. Von 1866 bis 1870 arbeitete er bei der Direktion der Berlin-Anhalter Bahn.
1870 trat Cuno in den preußischen Staatsdienst ein und wirkte zunächst als Kreisbaumeister im Landkreis Ahrweiler, dann ab 1874 in gleicher Funktion in Marburg. In Marburg war er ab 1878 auch Universitätsbaumeister, nachdem er seinen Vorgänger Carl Schäfer bereits seit dessen Entlassung im Herbst 1877 vertreten hatte.
Von 1879 bis 1890 war Cuno als Regierungs- und Baurat bei der Landdrostei Hildesheim tätig. Ab 1890 gehörte er als Geheimer Regierungsrat der Bezirksregierung Koblenz an und erhielt 1891 den Titel Geheimer Baurat.
Cuno wurde durch seine Bahnhofs- und Kirchenbauten in Preußen bekannt. Er erwarb sich auch hohe Verdienste um die Erhaltung und Pflege alter Kunstdenkmäler, besonders in Marburg und Koblenz.

## Bauten (Auswahl)
- 1866/1867: Alter Ostbahnhof in Berlin (Bauleitung, nach Entwurf von Adolf Lohse)
- 1871: evangelische Friedenskirche in Wuppertal-Barmen (zerstört 1943)
- 1872: evangelische Friedenskirche in Remagen
- 1872: evangelische Johanniskirche in Wuppertal-Heckinghausen (zerstört 1943)
- 1872: evangelische Martin-Luther-Kirche und Kurgartenbrücke in Bad Neuenahr-Ahrweiler
- 1872–1873: katholische Pfarrkirche St. Sebastianus in Bad Bodendorf
- 1873–1874: Rathaus in Bad Breisig, Ortsteil Niederbreisig
- 1874: Pfarrhaus in Bad Neuenahr-Ahrweiler
- 1874–1880: Anhalter Bahnhof in Berlin (nach Entwurf von Franz Heinrich Schwechten, mit Ingenieur Heinrich Seidel)
- 1875: Villa für Paul Unschuld in Bad Neuenahr, Hochstraße
- 1875–1876: Botanisch-Pharmakognostisches Institut der Philipps-Universität Marburg, Pilgrimstein 1 (Bauleitung, nach Entwurf von Carl Schäfer)
- 1877–1879: Auditorium der Philipps-Universität Marburg (Bauleitung, nach Entwurf von Carl Schäfer)
- 1878–1880: evangelische Erlöserkirche in Bonn-Rüngsdorf (Bauleitung: Louis Pampel)
- 1878–1883: Erweiterungs-Neubau der Universitätsbibliothek Göttingen, Prinzenstraße 1 (Projektleitung: Bauinspektor Albert Kortüm)[2]
- 1879–1881: Chemisches Institut der Philipps-Universität Marburg (Bauleitung durch Albrecht Meydenbauer)
- 1890–1892 und 1894–1896: Wiederherstellung der Kirche St. Peter in Bacharach
- 1893–1894: Haus Cuno in Koblenz-Pfaffendorf (eigenes Wohnhaus, späthistoristisches burgartiges Fachwerkhaus)
- 1892–1895: Burg Kaden in Cochem
- 1896: Planungen zum Umbau der Florinskirche in Koblenz

Bauten
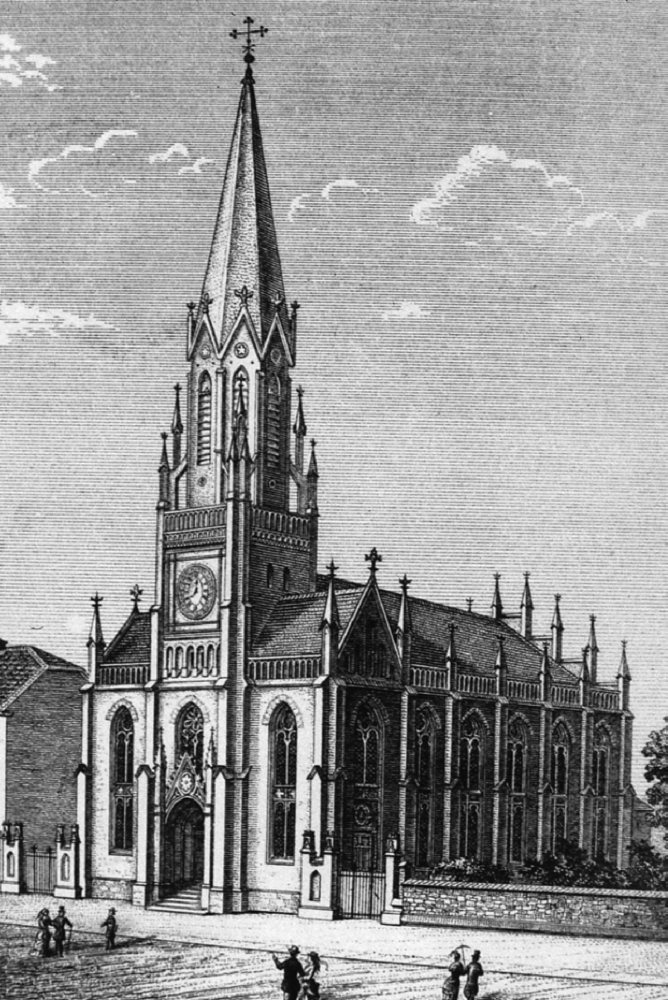
Friedenskirche in Barmen
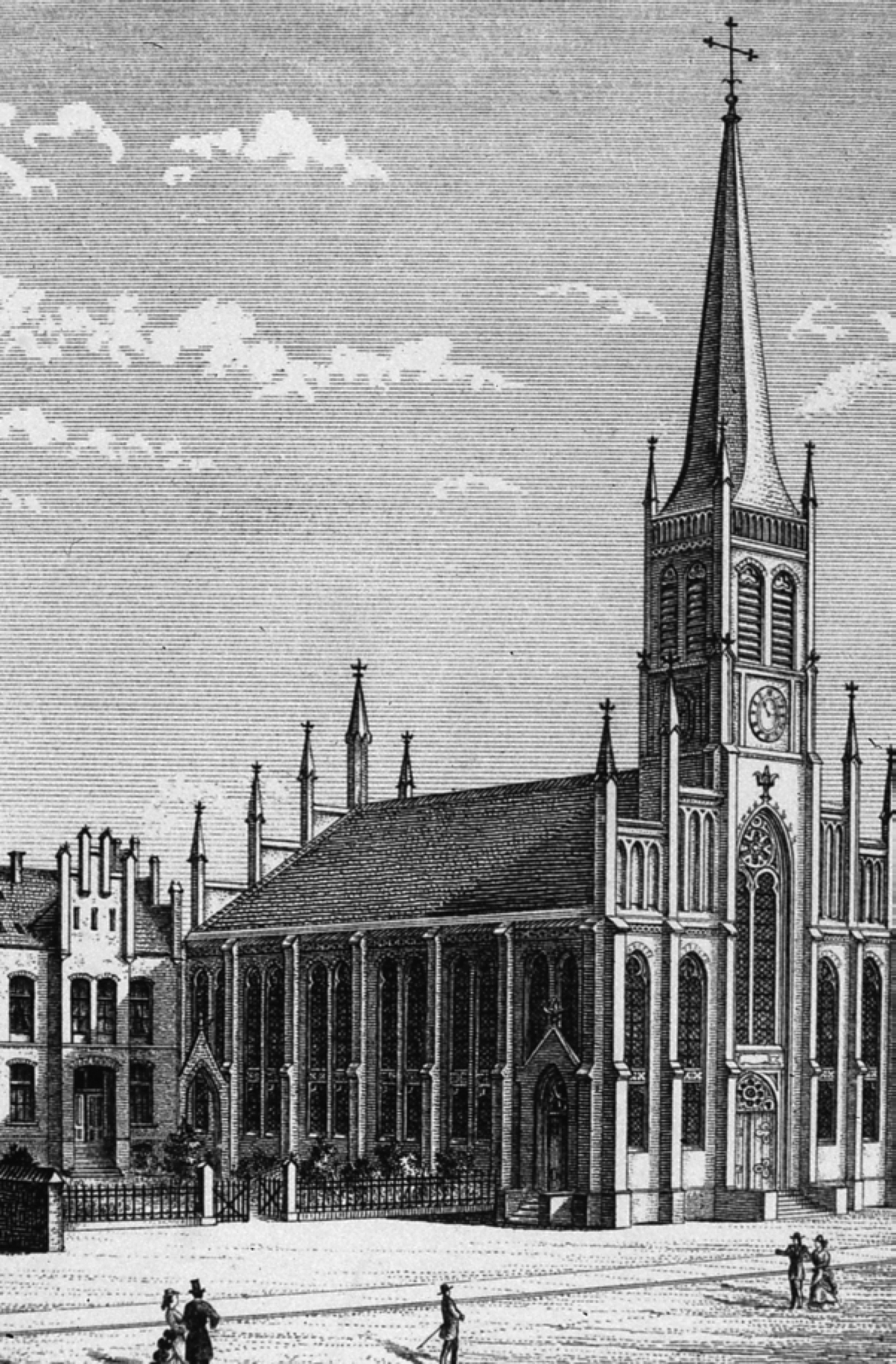
Johanniskirche in Heckinghausen
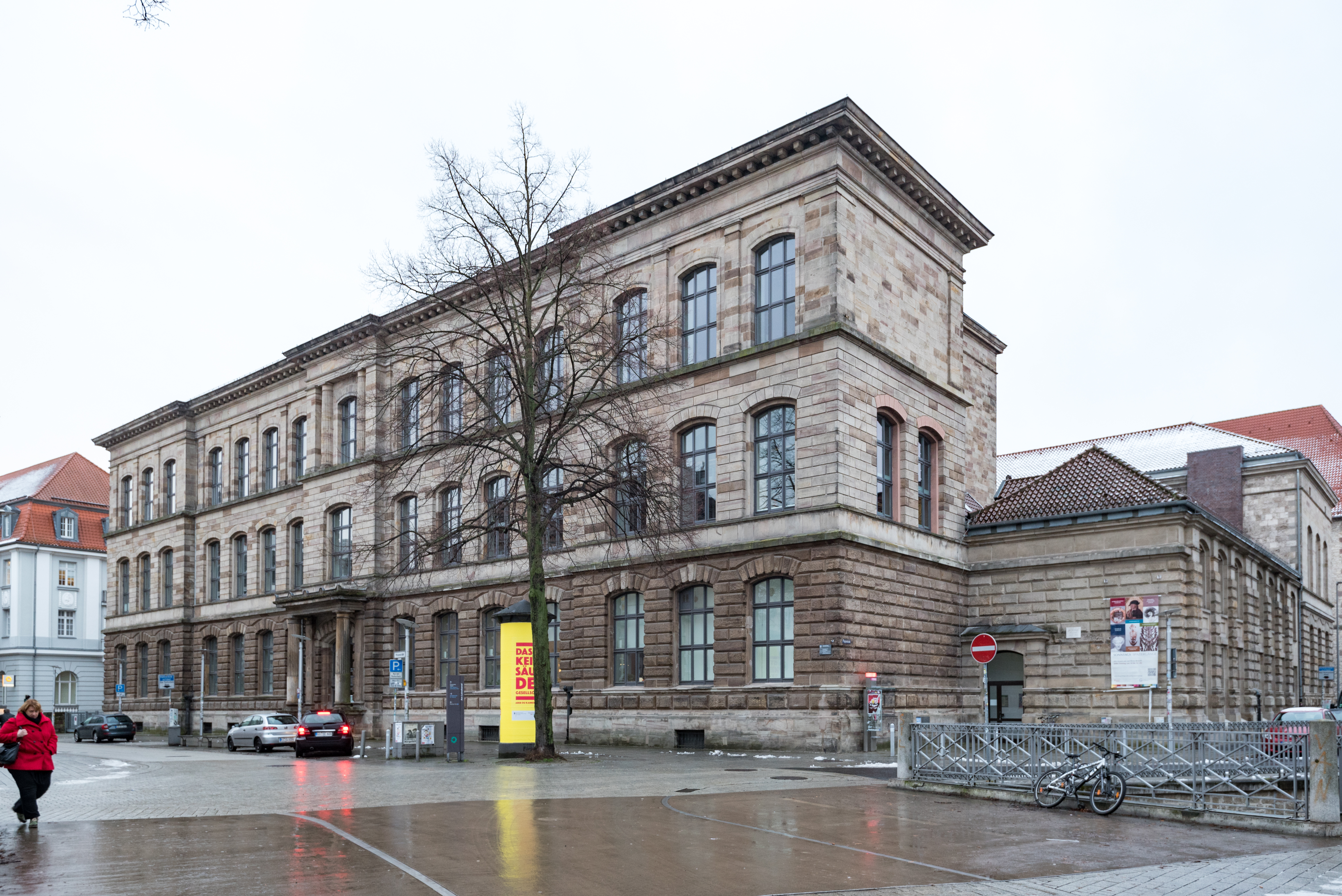
Erweiterungs-Neubau der Universitätsbibliothek Göttingen, Prinzenstraße 1